# Жиа Лай (провинция)
Жиа Лай (на виетнамски: Gia Lai) е виетнамска провинция разположена в регион Тай Нгуйен. На север граничи с провинция Кон Тум, на юг с провинция Дак Лак, на запад с Камбоджа, а на изток с провинциите Вин Дин и Фу Йен. Населението е 1 437 400 жители (по приблизителна оценка за юли 2017 г.).
Жиа Лай е втората по големина провинция във Виетнам и е дом на общо 39 различни етноса.

## Административно деление
Провинция Жиа Лай се състои от един самостоятелен град Плей Ку, две самостоятелни градчета Ан Кхе и Аюн Па, както и от 13 окръга:
- Ту Пах
- Ту Пронг
- Ту Се
- Дак Доа
- Дак По
- Дук Ко
- Я Жрай
- Я Па
- Кбанг
- Конг Тро
- Кронг Па
- Манг Йанг
- Фу Тхиен